# 徳島県の廃止市町村一覧
徳島県の廃止市町村一覧（とくしまけんのはいししちょうそんいちらん）は、徳島県における市制・町村制施行（1889年10月1日）後に、市町村合併や他の自治体に統合されることなどにより廃止した市町村の一覧である。単なる名称の変更は対象としない。
- 町村が「町制」・「市制」を施行し町・市となるケース
  - 「市町村」以外の表記名を変更しなかった自治体は一覧に含まれない。（例：小松島町 → 小松島市）
  - 町制・市制を施行した際に名称を変更した場合も一覧に含まれない。（例：棚野村 → 横瀬町）
- 市町村が名称変更した場合は一覧に含まれない。
- 所属郡が変更になった場合は一覧に含まれない。
- 市町村合併で廃止した市町村のケース
  - 編入合併した場合の、存続市町村は廃止に当たらないので一覧に含まれない。
  - 編入合併した場合の、廃止した市町村は一覧に含まれる。
  - 新設合併した場合の、廃止した市町村は一覧に含まれる。
  - 新設合併した場合の、名称が残った市町村も一覧に含まれる。（例：旧・脇町 → 新・脇町）
- 分割や分立をしたケース
  - 分割で廃止した市町村は一覧に含まれる。
  - 分立で存続した市町村は一覧に含まれない。

## 1929年以前
- 名東郡沖洲村 （1926年4月1日）徳島市に編入のため
- 名東郡斎津村 （1926年4月1日）徳島市に編入のため
- 海部郡下木頭村 （1929年7月1日）那賀郡宮浜村に編入のため

## 1930年～1939年
- 名東郡加茂名町 （1937年4月1日）徳島市に編入のため
- 名東郡八万村 （1937年4月1日）徳島市に編入のため
- 名東郡加茂町 （1937年10月1日）徳島市に編入のため

## 1940年～1949年
- 板野郡撫養町 （1947年3月15日）鳴南市(鳴門市)新設のため
- 板野郡鳴門町 （1947年3月15日）鳴南市新設のため
- 板野郡瀬戸町 （1947年3月15日）鳴南市新設のため
- 板野郡里浦村 （1947年3月15日）鳴南市新設のため

## 1950年～1959年
- 勝浦郡多家良村 （1951年4月1日）徳島市に編入のため
- 勝浦郡勝占村 （1951年4月1日）徳島市に編入のため
- 那賀郡立江町 （1951年4月1日）勝浦郡小松島町に編入のため
- 麻植郡（旧）鴨島町 （1954年3月31日）麻植郡鴨島町新設のため
- 麻植郡森山村 （1954年3月31日）麻植郡鴨島町新設のため
- 麻植郡西尾村 （1954年3月31日）麻植郡鴨島町新設のため
- 麻植郡牛島村 （1954年3月31日）麻植郡鴨島町新設のため
- 那賀郡（旧）富岡町 （1954年3月31日）那賀郡富岡町新設のため
- 那賀郡中野島村 （1954年3月31日）那賀郡富岡町新設のため
- 那賀郡宝田村 （1954年3月31日）那賀郡富岡町新設のため
- 那賀郡長生村 （1954年3月31日）那賀郡富岡町新設のため
- 那賀郡大野村 （1954年3月31日）分割し、那賀郡富岡町新設・那賀郡羽ノ浦町に編入のため
- 麻植郡東山村 （1955年1月1日）分割し、麻植郡美郷村新設・麻植郡鴨島町に編入のため
- 麻植郡中枝村 （1955年1月1日）分割し、麻植郡美郷村新設・麻植郡木屋平村に編入のため
- 麻植郡三山村 （1955年1月1日）分割し、麻植郡美郷村・麻植郡山川町新設のため
- 麻植郡山瀬町 （1955年1月1日）麻植郡山川町新設のため
- 麻植郡川田町 （1955年1月1日）麻植郡山川町新設のため
- 那賀郡加茂谷村 （1955年1月1日）那賀郡富岡町に編入のため
- 名西郡入田村 （1955年1月1日）徳島市・名東郡国府町に分割編入のため
- 名東郡新居町 （1955年1月1日）徳島市に編入のため
- 名東郡（旧）国府町 （1955年2月1日）名東郡国府町新設のため
- 名東郡北井上村 （1955年2月1日）名東郡国府町新設のため
- 名東郡南井上村 （1955年2月1日）名東郡国府町新設のため
- 麻植郡（旧）川島町 （1955年2月11日）麻植郡川島町新設のため
- 麻植郡学島村 （1955年2月11日）麻植郡川島町新設のため
- 板野郡大津村 （1955年2月11日）鳴門市に編入のため
- 板野郡板西町 （1955年2月11日）板野郡板野町新設のため
- 板野郡栄村 （1955年2月11日）板野郡板野町新設のため
- 板野郡松坂村 （1955年2月11日）板野郡板野町新設のため
- 海部郡阿部村 （1955年2月11日）海部郡三岐田町（即日改称、由岐町）に編入のため
- 名東郡上八万村 （1955年2月11日）徳島市に編入のため
- 勝浦郡横瀬町 （1955年3月1日）勝浦郡勝浦町新設のため
- 勝浦郡生比奈村 （1955年3月1日）勝浦郡勝浦町新設のため
- 那賀郡見能林村 （1955年3月16日）那賀郡富岡町に編入のため
- 三好郡昼間町 （1955年3月21日）三好郡三好町新設のため
- 三好郡足代村 （1955年3月21日）三好郡三好町新設のため
- 那賀郡（旧）橘町 （1955年3月26日）那賀郡橘町新設のため
- 那賀郡新野町 （1955年3月26日）那賀郡橘町新設のため
- 那賀郡椿町 （1955年3月26日）那賀郡橘町新設のため
- 那賀郡福井村 （1955年3月26日）那賀郡橘町新設のため
- 阿波郡（旧）市場町 （1955年3月31日） 阿波郡市場町新設のため
- 阿波郡八幡町 （1955年3月31日） 阿波郡市場町新設のため
- 阿波郡大俣村 （1955年3月31日） 阿波郡市場町新設のため
- 阿波郡林町 （1955年3月31日）阿波郡阿波町新設のため
- 阿波郡久勝町 （1955年3月31日）阿波郡阿波町新設のため
- 阿波郡伊沢村 （1955年3月31日）阿波郡阿波町新設のため
- 板野郡川内村 （1955年3月31日）徳島市に編入のため
- 板野郡松島町 （1955年3月31日）板野郡上板町新設のため
- 板野郡大山村 （1955年3月31日）板野郡上板町新設のため
- 名西郡高志村 （1955年3月31日）板野郡上板町新設のため
- 板野郡御所村 （1955年3月31日）板野郡土成町新設のため
- 阿波郡土成村 （1955年3月31日）板野郡土成町新設のため
- 海部郡川東村 （1955年3月31日）海部郡海南町新設のため
- 海部郡浅川村 （1955年3月31日）海部郡海南町新設のため
- 海部郡川上村 （1955年3月31日）海部郡海南町新設のため
- 海部郡鞆奥町 （1955年3月31日）海部郡海部町新設のため
- 海部郡川西村 （1955年3月31日）海部郡海部町新設のため
- 美馬郡（旧）穴吹町 （1955年3月31日）美馬郡穴吹町新設のため
- 美馬郡三島村 （1955年3月31日）美馬郡穴吹町新設のため
- 美馬郡口山村 （1955年3月31日）美馬郡穴吹町新設のため
- 美馬郡古宮村 （1955年3月31日）美馬郡穴吹町新設のため
- 名西郡（旧）石井町 （1955年3月31日）名西郡石井町新設のため
- 名西郡藍畑村 （1955年3月31日）名西郡石井町新設のため
- 名西郡浦庄村 （1955年3月31日）名西郡石井町新設のため
- 名西郡高原村 （1955年3月31日）名西郡石井町新設のため
- 名西郡高川原村 （1955年3月31日）名西郡石井町新設のため
- 名西郡阿野村 （1955年3月31日）名西郡神山町新設のため
- 名西郡神領村 （1955年3月31日）名西郡神山町新設のため
- 名西郡下分上山村 （1955年3月31日）名西郡神山町新設のため
- 名西郡上分上山村 （1955年3月31日）名西郡神山町新設のため
- 名西郡鬼籠野村 （1955年3月31日）名西郡神山町新設のため
- 那賀郡沢谷村 （1955年4月10日）那賀郡木沢村新設のため
- 那賀郡坂州村 （1955年4月10日）那賀郡木沢村新設のため
- 那賀郡桑野町 （1955年4月15日）那賀郡富岡町に編入のため
- 板野郡藍園村 （1955年4月29日）板野郡藍住町新設のため
- 板野郡住吉村 （1955年4月29日）板野郡藍住町新設のため
- 勝浦郡高鉾村 （1955年7月20日）勝浦郡上勝町新設のため
- 勝浦郡福原村 （1955年7月20日）勝浦郡上勝町新設のため
- 板野郡北灘村 （1956年9月30日）鳴門市に編入のため
- 海部郡日和佐町 （1956年9月30日）海部郡赤河内町（即日改称、日和佐町）に編入のため
- 那賀郡坂野町 （1956年9月30日）小松島市に編入のため
- 那賀郡平島村 （1956年9月30日）那賀郡那賀川町新設のため
- 那賀郡今津村 （1956年9月30日）那賀郡那賀川町新設のため
- 那賀郡相生村 （1956年9月30日）那賀郡相生町新設のため
- 那賀郡日野谷村 （1956年9月30日）那賀郡相生町新設のため
- 那賀郡延野村 （1956年9月30日）那賀郡相生町新設のため
- 美馬郡（旧）半田町 （1956年9月30日）美馬郡半田町新設のため
- 美馬郡八千代村 （1956年9月30日）美馬郡半田町新設のため
- 美馬郡（旧）貞光町 （1956年9月30日）美馬郡貞光町新設のため
- 美馬郡端山村 （1956年9月30日）美馬郡貞光町新設のため
- 三好郡箸蔵村 （1956年9月30日）三好郡池田町に編入のため
- 三好郡三名村 （1956年9月30日）三好郡山城村（即日町制、山城町）新設のため
- 那賀郡宮浜村 （1956年9月30日）那賀郡上那賀村新設のため
- 那賀郡平谷村 （1956年9月30日）那賀郡上那賀村新設のため
- 那賀郡上木頭村 （1957年1月1日）分割し、那賀郡上那賀村（即日町制、上那賀町）に編入・那賀郡木頭村新設のため
- 那賀郡（旧）木頭村 （1957年1月1日）那賀郡木頭村新設のため
- 板野郡一条町 （1957年3月31日）板野郡吉野町新設のため
- 阿波郡柿島村 （1957年3月31日）分割し、板野郡吉野町新設・麻植郡鴨島町に編入のため
- 美馬郡郡里町 （1957年3月31日）美馬郡美馬町新設のため
- 美馬郡重清村 （1957年3月31日）美馬郡美馬町新設のため
- 美馬郡（旧）脇町 （1958年3月31日）美馬郡脇町新設のため
- 美馬郡江原町 （1958年3月31日）美馬郡脇町新設のため
- 美馬郡岩倉町 （1958年3月31日）美馬郡脇町新設のため
- 那賀郡富岡町 （1958年5月1日）阿南市新設のため
- 那賀郡橘町 （1958年5月1日）阿南市新設のため
- 三好郡加茂町 （1959年3月31日）三好郡三加茂町新設のため
- 三好郡三庄村 （1959年3月31日）三好郡三加茂町新設のため
- 三好郡三縄村 （1959年3月31日）三好郡池田町に編入のため
- 三好郡佐馬地村 （1959年3月31日）三好郡池田町に編入のため
- 板野郡板東町 （1959年4月1日）板野郡大麻町新設のため
- 板野郡堀江町 （1959年4月1日）板野郡大麻町新設のため
- 三好郡辻町 （1959年4月1日）三好郡井川町新設のため
- 三好郡井内谷村 （1959年4月1日）三好郡井川町新設のため

## 1960年～1969年
- 板野郡応神村 （1966年10月1日）徳島市に編入のため
- 板野郡大麻町 （1967年1月1日）鳴門市に編入のため
- 名東郡国府町 （1967年1月1日）徳島市に編入のため

## 1970年～1999年
この30年間に県内に廃止市町村なし

## 2000年～
- 麻植郡鴨島町 （2004年10月1日）吉野川市新設のため
- 麻植郡川島町 （2004年10月1日）吉野川市新設のため
- 麻植郡山川町 （2004年10月1日）吉野川市新設のため
- 麻植郡美郷村 （2004年10月1日）吉野川市新設のため
- 那賀郡鷲敷町 （2005年3月1日）那賀郡那賀町新設のため
- 那賀郡相生町 （2005年3月1日）那賀郡那賀町新設のため
- 那賀郡上那賀町 （2005年3月1日）那賀郡那賀町新設のため
- 那賀郡木頭村 （2005年3月1日）那賀郡那賀町新設のため
- 那賀郡木沢村 （2005年3月1日）那賀郡那賀町新設のため
- 美馬郡美馬町 （2005年3月1日）美馬市新設のため
- 美馬郡脇町 （2005年3月1日）美馬市新設のため
- 美馬郡穴吹町 （2005年3月1日）美馬市新設のため
- 美馬郡木屋平村 （2005年3月1日）美馬市新設のため
- 美馬郡半田町 （2005年3月1日）美馬郡つるぎ町新設のため
- 美馬郡貞光町 （2005年3月1日）美馬郡つるぎ町新設のため
- 美馬郡一宇村 （2005年3月1日）美馬郡つるぎ町新設のため
- 阿波郡市場町 （2005年4月1日）阿波市新設のため
- 阿波郡阿波町 （2005年4月1日）阿波市新設のため
- 板野郡吉野町 （2005年4月1日）阿波市新設のため
- 板野郡土成町 （2005年4月1日）阿波市新設のため
- 三好郡三野町 （2006年3月1日）三好市新設のため
- 三好郡池田町 （2006年3月1日）三好市新設のため
- 三好郡山城町 （2006年3月1日）三好市新設のため
- 三好郡井川町 （2006年3月1日）三好市新設のため
- 三好郡東祖谷山村 （2006年3月1日）三好市新設のため
- 三好郡西祖谷山村 （2006年3月1日）三好市新設のため
- 三好郡三好町 （2006年3月1日）三好郡東みよし町新設のため
- 三好郡三加茂町 （2006年3月1日）三好郡東みよし町新設のため
- 那賀郡那賀川町 （2006年3月20日）阿南市に編入のため
- 那賀郡羽ノ浦町 （2006年3月20日）阿南市に編入のため
- 海部郡海南町 （2006年3月31日）海部郡海陽町新設のため
- 海部郡海部町 （2006年3月31日）海部郡海陽町新設のため
- 海部郡宍喰町 （2006年3月31日）海部郡海陽町新設のため
- 海部郡由岐町 （2006年3月31日）海部郡美波町新設のため
- 海部郡日和佐町 （2006年3月31日）海部郡美波町新設のため